# 維特羅韋
維特羅韋（烏克蘭語：Вітрове），是烏克蘭南部赫爾松州赫尔松区达尔伊夫卡市镇内的村落面積0.75平方公里，海拔高度56米，2001年人口170，人口密度每平方公里226.1人。